# Кохтла-Ярве
Кохтла-Ярве (на естонски: Kohtla-Järve; на руски: Кохтла-Ярве) е град в Североизточна Естония, област Ида-Виру. Населението на града през 2013 година е 36 377 души.

## Побратимени градове
- Велики Новгород, Русия
- Вишков, Полша
- Кедайняй, Литва
- Кингисеппски район, Русия
- Коростишив, Украйна
- Нордерщед, Германия
- Оутокумпу, Финландия
- Саранск, Русия
- Сланцевски район, Русия
- Солигорск, Беларус
- Стафансторп, Швеция